# Elsholtzia stachyodes
Elsholtzia stachyodes là một loài thực vật có hoa trong họ Hoa môi. Loài này được (Link) Raizada & H.O.Saxena mô tả khoa học đầu tiên năm 1966.